# Acanthogorgia gubalensis
Acanthogorgia gubalensis is een zachte koraalsoort uit de familie Acanthogorgiidae. De koraalsoort komt uit het geslacht Acanthogorgia. Acanthogorgia gubalensis werd in 2000 voor het eerst wetenschappelijk beschreven door Grasshoff. 